# Kingsley Udoh
Kingsley Udoh (* 7. Dezember 1990 in Lagos) ist ein nigerianischer Fußballspieler, der für Kano Pillars spielt.

## Karriere
Er begann seine Karriere an der Global Crystal Academy, bevor er sich im Winter 2007 Akwa United anschloss. Im Februar 2010 wechselte er innerhalb der Nigerianischen Premier League zum Heartland FC nach Owerri und schließlich im Dezember 2013 zu den Ligarivalen Kano Pillars.

## International
2007 wurde Udoh mit der U-17 sowohl Afrika- als auch Weltmeister.
Anlässlich der Afrikameisterschaft 2008 wurde Udoh in die Nationalmannschaft berufen, gehörte aber am Ende nicht zum 23er-Kader. Beim Vorbereitungsspiel gegen den Sudan gab Kingsley Udoh dann sein Debüt im Trikot der Nationalmannschaft.
Udoh spielt außerdem auch noch für die U-20 seines Landes.

## Erfolge
- Bronze bei der U-20-Afrika-Meisterschaft
- Gewinn der U-17-Fußball-Weltmeisterschaft 2007
- Gewinn der U-17-Afrika-Meisterschaft 2007